# Bishonen (film)
Pour le terme japonais, voir Bishōnen.
Pour plus de détails, voir Fiche technique et Distribution.
Bishonen (美少年之戀, Mei shao nian zhi lian) est un film hongkongais réalisé par Yonfan, sorti en 1998.

## Synopsis
Jet, un gigolo, tombe amoureux de Sam, un policier, alors que celui-ci mange au restaurant avec Kana et avec qui il semble être en couple.

## Fiche technique
- Titre : Bishonen
- Titre original : 美少年之戀 (Mei shao nian zhi lian)
- Réalisation : Yonfan
- Scénario : Yonfan
- Musique : Chris Babida
- Photographie : Henry Chung
- Montage : Ma Kam
- Production : Sylvia Chang (productrice déléguée)
- Société de production : Far Sun Film
- Pays :  Hong Kong
- Genre : Drame et romance
- Durée : 111 minutes
- Dates de sortie : 
  -  Hong Kong : 14 août 1998

## Distribution
- Stephen Fung : Jet
- Daniel Wu : Sam Fai
- Shu Qi : Kana
- Terence Yin : K. S.
- Jason Tsang : Ah Chin
- Kenneth Tsang : le père de Sam
- Chiao Chiao : La mère de Sam
- Cheung Tat-ming : Tsu, le boss
- James Wong : J. P.
- Joe Junior : Gucci
- Brigitte Lin : la narratrice

## Distinctions
Le film a reçu deux nominations aux Golden Horse Film Festival and Awards (meilleure direction artistique et meilleure musique) et le prix du meilleur film au Festival MIX Milano.